# Die Lebenden und die Toten (Romantrilogie)
Die Lebenden und die Toten (russisch Живые и мёртвые / Schiwyje i mjortwyje, wiss. Transliteration Živye i mërtvye) ist eine Romantrilogie des sowjetischen Schriftstellers, Lyrikers und Kriegsberichterstatters Konstantin Simonow (1915–1979) und gleichzeitig der Titel von deren erstem Band.
Simonow erlebte den Krieg als Frontkorrespondent der Zeitungen Krasnaja Swesda und Prawda. Der Hauptgegenstand seines Werks ist der Zweite Weltkrieg sowie die Mahnung zum Frieden. Rückzug, Wende, Sieg – in seinen drei Büchern spiegelt Simonow die drei Etappen des Großen Vaterländischen Krieges. Seine Trilogie enthält sich einer jeden Überzeichnung und Beschönigung und gehört zu dem Besten, was über den Zweiten Weltkrieg geschrieben wurde, wobei sie zugleich einen wirksamen Beitrag gegen den Krieg leistet.
Die  Romantrilogie umfasst die drei Bände:
- Die Lebenden und die Toten (Erster Band)
- Man wird nicht als Soldat geboren  (Zweiter Band)
- Der letzte Sommer (Dritter Band).

Die ersten beiden Teile des Zyklus wurden 1959 und 1962 veröffentlicht, der dritte Teil 1971. Das Stück wurde als Epos über die Zeit des Zweiten Weltkriegs geschrieben, in der früheren Sowjetunion bekannt als der Große Vaterländische Krieg, der mit dem Angriff des Dritten Reiches auf die UdSSR begann. Die Handlung erstreckt sich über den Zeitraum von Juni 1941 bis Juli 1944. Die Hauptfigur des Romans ist der politische Kommissar Sinzow, der in den ersten Wochen nach dem deutschen Angriff am 22. Juni 1941 an den Kämpfen teilnimmt.
Für seine Romantrilogie Die Lebenden und die Toten erhielt er den Lenin-Preis für Literatur.
Der erste Teil wurde unter dem Titel Die Lebenden und die Toten verfilmt, der zweite unter dem Titel Man wird nicht als Soldat geboren.
Die Trilogie fand unter anderem Aufnahme in der russischen Leseempfehlungsliste „100 Bücher für Schüler“ und in der Reihe Bibliothek des Sieges des Verlages Volk und Welt (1978). Bei Volk und Welt erschienen auch seine Kriegstagebücher (1941 und 1942–1945).